# جيف كوك (لاعب غولف)
جيف كوك (بالإنجليزية: Jeff Cook)‏ هو لاعب غولف أمريكي، ولد في 18 أبريل 1961 في مونسي في الولايات المتحدة.

## وصلات خارجية
- جيف كوك على موقع رابطة لاعبي الغولف المحترفين (الإنجليزية)
- جيف كوك على موقع رابطة اليابان للاعبي الغولف المحترفين (الإنجليزية)